# Mishipeshu
Mishipeshu (titulado del mismo modo en las emisiones para Hispanoamérica y España) es el décimo octavo episodio de la cuarta temporada de la serie de televisión estadounidense de drama sobrenatural y policial Grimm. El guion principal del episodio fue escrito por Alan DiFiore, mientras que la dirección general estuvo a cargo de Omar Madha. 
El episodio se transmitió originalmente el 17 de abril del año 2015 por la cadena de televisión NBC. En Hispanoamérica el episodio se estrenó el 4 de mayo por el canal Universal Channel.
Nick, Hank y la oficial Janelle Farris, deben investigar una serie de asesinatos relacionados con un acto de racismo contra un joven de la Confederación Anishinaabe, en los que interviene un mishipeshu, una criatura mitológica de esa cultura, que consiste en una pantera serpiente acuática con cuernos. Juliette por su parte se comporta de manera cada vez más violenta, desde que se convirtió en hexenbiest.

## Título y epígrafe

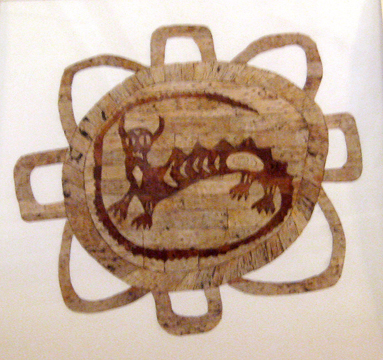
Mishipeshu.

El título ,"Mishipeshu", es una palabra en idioma idioma ojibwa que significa aproximadamente "pantera acuática" o "pantera submarina". Se trata de un animal mitológico muy importante en las tradiciones legendarias de la nación Ojibwa, cuyo centro territorial de pertenencia originaria se ubica en la zona de los Grandes Lagos de Norteamérica. El mishipeshu representa las fuerzas del mundo de abajo, en permanente lucha contra el mundo de arriba representado por el pájaro del trueno (thunderbird).  
El epígrafe no corresponde a ninguna cita de autor publicado, algo completamente inusual para la serie. A continuación se transcriben textualmente el epígrafe de la versión original en inglés, y sus correspondientes traducciones realizadas en las transmisiones en español, con las diferencias según se trate de Hispanoamérica y España. En la cuarta temporada, algunas de las emisiones en Hispanoamérica suprimieron el epígrafe.

Original en inglés
The Spirit you seek in the water is only a reflection of yourself
Versiones en español
Hispanoamérica"El espíritu que buscas en el agua es solo un reflejo de ti mismo".
España"El espíritu que buscas en el agua es solo tu propio reflejo."

## Argumento

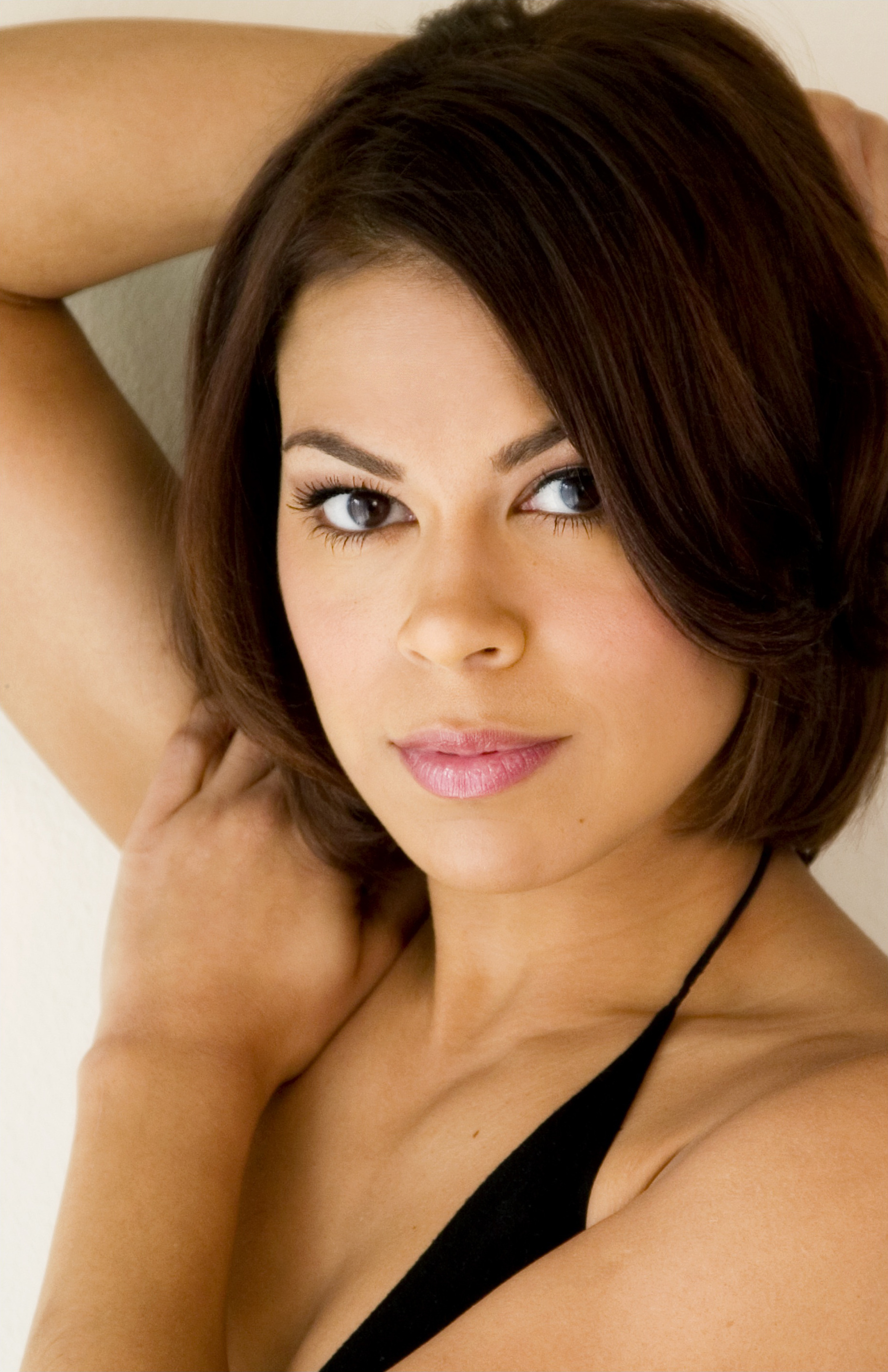
La actriz Toni Trucks interpreta el papel protagónico de la oficial Farris en el capítulo.

La trama policial semanal comienza con el asesinato de un ordenanza en una escuela, mientras realizaba sus tareas de limpieza. Cuando Nick, Hank y Wu llegan a la escena del crimen se encuentran con la oficial local de policía Janelle Farris, a la que ya habían conocido en el caso de la Autopista de las Lágrimas. Cuando comienzan a investigar en la escuela, se enteran de que había habido un incidente de discriminación racial, del que había sido víctima Simon George. Farris les cuenta que su exesposo pertenece a la misma comunidad indígena que el joven George y los tres se dirigen a entrevistarse con el jefe de la comunidad. Mientras tanto Simon se despierta en medio del bosque, ensangrentado y al mirar asomarse a un charco, ve que su propio reflejo es un extraño ser, con un aire felino. Un segundo asesinato se produce, siendo la víctima esta vez un mecánico. Tiene las mismas heridas que el anterior, como si las hubiera hecho un gran animal. 
No tardan mucho en descubrir que las dos víctimas se conocían y habían sido arrestadas junto a un tercer hombre, Max McClay. Cuando llegan a la casa de McClay, Simon George convertido en la criatura, está atacándolo con intención de matarlo. Los tres policías evitan el asesinato y se topan con el ser, cuando este sale corriendo del lugar. El jefe de la comunidad identifica al animal y les dice que se trata de un Mishipeshu, una pantera serpiente submarina con cuernos, que según las creencias de las tribus de la Confederación Anishinaabe, vive en el Gitchigumi o Lago Superior. Precisamente, dice el jefe, Simon podría estar relacionado con un Mishipeshu, porque su madre era ojibwe, una de las tribus de la Confederación Anishinaabe. 
Simon estaba en esos días realizando un ritual de encuentro con su espíritu, y que para ser encontrado había que entrar al mundo de los sueños. Para ello Hank y la oficial Farris, guiados por el jefe, consumen una sustancia alucinógena. Hank es poseído por el espíritu de Simon y de ese modo descubre que las dos víctimas y McClay habían asesinado al padre de Simon, delante de él, cuando éste era un niño. En ese estado, Hank sale corriendo hacia el bosque, en busca de Simon y cuando lo encuentra el Mishipeshu, lo posee. Luego de un enfrentamiento con Nick, el jefe logra aplicarle una sustancia y liberar a Hank y a Simon de la posesión. Cuando es detenido, McClay se burla de Simon, diciendo que nunca sería condenado. En la última escena, el Mishipeshu mata a McClay, pero esta vez la persona poseída había sido la oficial Farris.
Mientras tanto Juliette, luego de haberse convertido en hexenbiest, se vuelve más y más violenta, resultando detenida en un bar luego de atacar a un hombre. Nick decide dejarla en prisión, como una manera de protegerla de sí misma.

## Elenco regular
- David Giuntoli como Nick Burkhardt.
- Russell Hornsby como Hank Griffin.
- Bitsie Tulloch como Juliette Silverton.
- Silas Weir Mitchell como Monroe.
- Sasha Roiz como el capitán Renard.
- Bree Turner como Rosalee Calvert.
- Claire Coffee como Adalind Schade.
- Reggie Lee como el sargento Wu.